# Live After Death (video)
 Live After Death  je část videozáznamu z legendárního stejnojmenného dvojalba heavy metalové skupiny Iron Maiden. Vydán byl ve formátech VHS/BETA/LASERDISC/VHD a také ve formátu Hi8. Záznam zachytil skupinu na vyprodaném koncertu, který probíhal čtyři noci v Long Beach Aréně, v březnu roku 1985. Video obsahuje stopáž z úplně jiné noci než album. Původně bylo toto video vysíláno speciálně na MTV.

## Seznam skladeb
| Pořadí | Název                           | Délka |
| ------ | ------------------------------- | ----- |
| 1.     | Aces High                       |       |
| 2.     | 2 Minutes to Midnight           |       |
| 3.     | The Trooper                     |       |
| 4.     | Revelations                     |       |
| 5.     | Flight of Icarus                |       |
| 6.     | The Rime of the Ancient Mariner |       |
| 7.     | Powerslave                      |       |
| 8.     | The Number of the Beast         |       |
| 9.     | Hallowed Be Thy Name            |       |
| 10.    | Iron Maiden                     |       |
| 11.    | Run to the Hills                |       |
| 12.    | Running Free                    |       |
| 13.    | Sanctuary                       |       |

## Sestava
- Bruce Dickinson – zpěv
- Dave Murray – kytara
- Adrian Smith – kytara
- Steve Harris – baskytara
- Nicko McBrain – bicí